# NGC 1020
NGC 1020 ist eine linsenförmige Galaxie vom Hubble-Typ S0 im Sternbild Walfisch südlich der Ekliptik. Sie ist schätzungsweise 317 Millionen Lichtjahre von der Milchstraße entfernt und hat einen Durchmesser von etwa 75.000 Lichtjahren. 

Im selben Himmelsareal befinden sich u. a. die Galaxien NGC 1009, NGC 1016, NGC 1021, IC 241.
Das Objekt wurde am 15. Juni 1865 von dem deutschen Astronomen Albert Marth entdeckt.